# Берёзовское сельское поселение (Омская область)
Березовский сельский округ — муниципальное образование в Азовском немецком национальном районе Омской области. Административный центр — село Березовка.

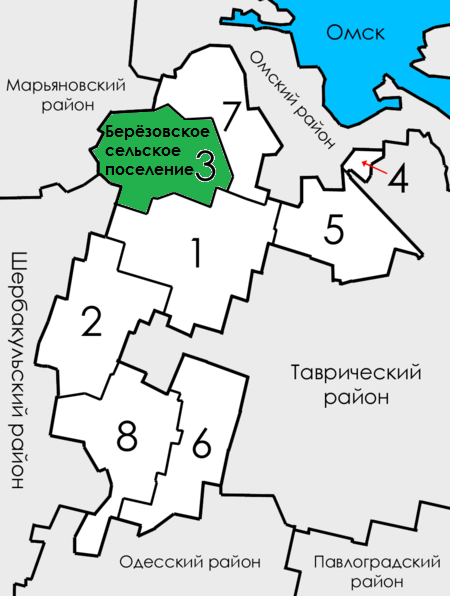
3 — Берёзовское сельское поселение

## История
Точной даты возникновения поселения нет, приблизительно в 1932 году, тогда на территории Новоомского района был аул Кара-Кудук там (уже стояло 3 барака), 1 землянка (на этом месте сейчас находится Берёзовская средняя школа), был 1 маленький магазинчик, начальная школа. 
В 1965 году образован Березовский сельский совет Марьяновского района путём переименования Кзыл-Аскеровского сельского совета (бывшего Аулсовета № 5) и переноса центра из аула Сегизбай в село Берёзовка.
Численность населения увеличивалась, и в 1974 году была построена новая школа, в 1981 году новый детский сад, новый дом культуры и магазины.
В 1992 году сельский совет переносится из Марьяновского в образованный Азовский немецкий национальный район.
7 июня 1994 года Березовский сельский совет преобразовывается в сельскую администрацию.
В начале 2000-х годов сельская администрация преобразована в сельский округ.
Основным работодателем Берёзовского сельского поселения является ЗАО «Новоазовское», в котором на сегодняшний день работает 230 человек, также увеличивается число предпринимателей в разных сферах направления. В 2011 году открылась пекарня. К 2015 году в поселении насчитывалось 810 постоянных хозяйств.

## Административное деление
| № | Населённый пункт | Тип населённого пункта       | Население |
| - | ---------------- | ---------------------------- | --------- |
| 1 | Берёзовка        | село, административный центр | ↗2662     |
| 2 | Сегизбай         | аул                          | ↗363      |

## Население
| 2010  | 2011  | 2012  | 2013  | 2014  | 2015  | 2016  |
| ----- | ----- | ----- | ----- | ----- | ----- | ----- |
| 2550  | ↗2553 | ↗2635 | ↗2701 | ↗2742 | ↗2812 | ↗2844 |
| 2017  | 2018  | 2019  | 2020  | 2021  | 2023  |       |
| ↗2867 | →2867 | ↘2850 | ↘2840 | ↗3025 | ↘2999 |       |